# 키티스카
키티스카(학명:Kyhytusuka sachicarum)는 어룡목 안공룡과에 속하는 어룡이다. 몸길이가 5미터 정도 되는 중형 어룡이었다.

## 특징
키티스카는 백악기 콜롬비아에서 멸종된 안룡류 어룡이다. 이 동물은 이전에 오리너구리속으로 분류되었지만 2021년에 고유속으로 지정되었다. 키티스카는 이형 치아를 가진 중형 안룡으로 얕은 바다에 사는 대척추동물 사냥꾼으로 추측된다. 그것은 키티스카 사치카룸이라는 단일 종을 포함하고 있다. 콜롬비아에서 최초의 어룡 유적은 1970년대 비야 데 레이바의 파자 층에서 발견되었다. 이 화석은 현지 호르헤 카르데나스에 의해 발견된 3차원 보존 두개골로 1997년에 마리아 파라마 폰세카에 의해 플라티프테르기우스 P. 사키카룸의 새로운 종으로 기술되었다. 그러나 이 분류군은 이후 몇 년 동안 대부분 무시되거나 비공식적으로 아르헨티나산 플라티프테르기우스 하우탈리와 동의어로 간주되었다. 어룡이 발견된 이후 어룡에 대한 추가 연구는 원래의 기술을 부적절하게 만들었고 더 나아가 어룡속은 분류학적으로 문제가 있다는 것을 발견했다. 플라티프테리기우스 사키카룸에 할당된 두개골 후 물질과 오리너구리속로 간주되는 부분 앞다리를 포함한 추가 발견이 이루어졌다. 2021년에 코르테스 외 연구진들은 완모식표본 두개골의 재묘사를 발표했는데 완모식표본이 키티스카 사치카룸이라는 이름의 독특한 속이라는 것을 발견했다. 완모식표본인 표본 DON-1971은 현재 콜롬비아 지질조사국 국립지질박물관 호세 로요 이 고메스에 보관되어 있다. 키티스카라는 이름은 토착 무이스카어의 두 단어들에서 유래했다. 이러한 이름은 동사 "키티스"와 입자 "스카"로 구성되어 있으며 이 동물의 독특한 의치를 언급하여 "뭔가 날카로운 것으로 자르는 것"을 의미한다. "사치카룸"이라는 종의 이름은 1977년에 만들어졌으며 원래 "사치카" 원주민 집단을 지칭하는 것으로 생각되었다. 완모형이 빌라 데 레이바에서 발견되었음에도 불구하고 대신 사치카 마을을 가리킨다. 키티스카는 몸길이 5.5m, 몸무게 800kg의 중형 어룡이었다. 그것의 전체 두개골은 전상악골 끝에서 하악골 후단까지의 길이가 940mm이다. 전상악골은 다른 안룡에 비해 비교적 튼튼하고 약간 볼록한 모양을 하고 있다. 전악골은 연골의 대부분을 차지하며 턱과 턱의 접촉에서 가장 깊고 코끝을 향해 더 넓고 얕게 자라는 얕은 치경 홈을 가지고 있다. 상악골과의 접촉은 잘 보존되어 있지 않지만 코와의 접촉은 상악골 전후에 겹쳐 명확하게 보인다. 상악골의 길이는 320mm이고 누골과 주골에 닿지만 전전두부는 닿지 않는다. 상악골은 등쪽 표면에 섬세한 줄무늬가 있고 측면의 마지막 2/3에는 매끄러운 홈이 있다. 아원형 외측턱은 상악골, 누골, 그리고 등쪽 표면의 대부분에 걸쳐 코로 둘러싸여 있다. 코는 길이가 50cm이고 연골 등 표면의 2/3를 차지한다. 주둥이의 끝과 가장 가까운 부위는 등쪽으로 약간 볼록하고 뼈의 뒤쪽을 향해 더 정사각형으로 변한다. 누수가 높으면 상악골에 넓게 닿는다. 뼈는 세 개의 돌기, 즉 아안와, 아안와, 그리고 상승 과정을 가지고 있으며 그 중 후반 2개는 초승달 모양을 하고 있다. 주갈은 상악골의 끝부분에 융기가 있어 복강으로 압박되어 있어 두 뼈가 광범위하게 접촉했음을 시사한다. 뼈는 안와 복부 가장자리를 형성하고 눈 뒤에 있는 안와후 뼈와 연결된다. 전두엽은 궤도의 뒤쪽으로 좁고 안장 모양이며 코뼈 사이에 쐐기를 박으면서 다시 좁아지기 전에 전두엽과의 접촉 쪽으로 넓어진다. 두정골은 등쪽 두개골 지붕의 대부분을 차지하며 넓고 도르소날처럼 두껍고 약하게 볼록하다. 궤도는 크고 타원형이었지만 외부 경화 고리는 보존되지 않았다. 그러나 화석에는 몇 개의 탈구된 경화성 파편들이 존재한다. 의치뼈는 화석에서 가장 긴 뼈로 총 720mm로 하악골의 대부분을 차지한다. 그것은 47개의 치아를 위한 공간이 있는 긴 치아 홈을 포함하고 있으며 치아는 대략 입와 앞 경계에서 끝난다. 하악골 결합은 하악골의 40%를 차지하며 그 중 2/3는 광범위한 비골에 의해 구성되어 있다. 측면 뷰에서 상악골은 각보다 하악골 표면에 더 많이 기여한다. 키티스카 완모형의 왼쪽 아래턱은 홀즈마덴의 스테노프테르기우스 쿼드리스시수스 표본과 유사한 결합 조직을 보존할 수도 있다. 그러나 이러한 요소들은 잘 보존되지 않고 탄산염 치환으로 물고기 뼈나 식물의 잔해를 나타낼 수도 있다. 키티스카의 가장 주목할 만한 특징은 독특한 치아이다. 치아는 전상악골, 상악골, 치아의 길고 연속적인 홈에 자리잡고 있다. 틀니에서 이 홈은 궤도 약 20mm 전에 끝난다. 그러나 후방의 대부분의 치아는 외부 치아의 뒤쪽에 있는 얕은 치조 테이블 위에 홈 바깥쪽에 위치한다. 치열이 상악골보다 먼저 끝나기 때문에 마지막 7개의 상악골은 반대하지 않는다. 치아는 혀와 뒤쪽으로 약간 재발하지만 이것은 태평성에 의해 발생할 수 있다. 그들은 타원형에서 둥근 단면을 가진 원추형이고 대부분의 앞니와 뒷니는 턱 중앙의 치아보다 두드러지게 작다. 치아의 앞니와 뒷니에서 물결 모양의 치환 패턴이 관찰되어 완전히 분출된 기능성 치아와 평생 분출되지 않았을 기능성 치아를 보여준다. 치아의 전체 크기는 8~26mm(뿌리에서 크라운까지이다.)이며 대부분의 변화는 뿌리 크기에 기인한다. 크라운 크기는 5~앞니 대부분은 뾰족하고 거의 마모되지 않은 반면 뒷니들은 끝이 닳아서 뭉툭하다. 코르테스 등은 크기와 형태학을 통해 구별된 5가지 치과 부위의 식별에 성공했다.
- Dental Zone I은 턱의 시작 부분에서 말단 로제트를 형성하며 가늘고 촘촘하게 채워진 첫 번째 3개의 턱 전치아를 포함한다. 그것들은 치아의 혀와 맞물려 차별화된 치아 영역을 형성한다.이 이빨들은 아마도 물고기와 다른 작은 먹이를 잡는 데 도움이 될 것이다.

- Dental Zone II에는 아래 10개의 전악골 치아와 반대되는 치아가 포함된다.이는 이전의 양악 전치보다 5mm 이상 짧으며 기능성 치아와 기능성 치아가 번갈아 터지는 형태로 나타난다. 제1치과의 치아와 마찬가지로 뾰족한 끝이 있다.

- Dental Zone III는 상악골 후부와 상악골 전부의 큰 치아를 포함한다. 그것들은 거의 연속적으로 완전히 분출된 톱니 모양의 능선을 형성하며 서로 촘촘히 붙어있다. 전형적인 어룡은 이 지역의 이빨로 형성된 튼튼한 칼날과는 대조적으로 맞물린 이빨을 가지고 있다. 그들의 형태학으로 미루어 보아 그들은 먹이를 깎아내리는 역할을 했을 것이다.

- Dental Zone IV는 이전 세트보다 크기가 작아진 나머지 상악 치아의 대부분으로 구성되어 있으며 다시 기능 및 비기능을 번갈아 가며 치과 II의 것과 유사하다.

코헨 외 연구진(2020년)에 기초한 계산에 따르면 상단 치아의 상대적 응력은 크기와 형태학에 따라 다른 영역을 따라가지 않고 처음 4개 치과 구역에서 비교적 선형 경로를 따른다. 대신 응력은 치아 부위 간의 차이에 따라 균등하게 분산되어 치아의 응력 차이를 완화한다. 가장 높은 스트레스는 턱 관절에 가까운 마지막 치과 부위에서 결정되었다. 이는 짧고 튼튼한 크라운과 결합되어 파쇄에 사용되었을 가능성이 높다는 것을 의미한다. 분류학적으로 본다면 키티스카의 가까운 친척이 되는 안룡은 1887년으로 거슬러 올라가는 길고 복잡한 분류학적 역사를 가지고 있으며 수년에 걸쳐 많은 수정과 변화를 거쳤다. 안룡 분류학의 한 가지 문제는 오리너구리속에 의해 제시되며 모식종 오리너구리는 현대 표준으로는 설명이 불충분하다. 설상가상으로 완모식표본과 참조표본은 제2차 세계대전에서 파괴되어 다시 기술되는 것을 막았다.  이로 인해 이 속은 다양한 백악기 어류 공룡의 쓰레기통 분류군이 되었다. 이것은 이 속뿐만 아니라 "플라티프테리기우스 헤르키니쿠스"를 닻으로 사용하는 플라티프테리기우스에서 잠재적으로 상당히 멀리 떨어져 있는 분류군인 플라티프테리기우스아과에게도 문제가 있다. 코르테스 등은 안룡의 계통발생을 안정시키기 위해 노드-줄기-트리플렛 접근법을 제안하고 안룡과 그 일부를 재정의한다. 이 개정안의 일부로서 그들은 오리너구리속의 문제적인 성질 때문에 오리너구리아과라는 이름을 거부하고 대신 브라키프테리기우스아과를 대신 꼬아 안목보다 브라키프테리기우스에 가까운 모든 안룡들로 구성했다. 그들의 계통발생학에서 코르테스 등은 키티스카를 브라키프테리기우스아과의 파생 멤버로 회복시켰다. 키티스카의 큰 몸집, 튼튼한 두개골, 추정적인 연조직, 그리고 이형 치아는 모두 이 동물의 생태와 식습관에 대한 중요한 단서를 제공한다. 대부분의 앞니는 길고 가늘며 작은 먹이를 잡기 위해 만들어진 반면, 상악골의 톱니 모양의 이빨은 먹이를 깎기 위해 만들어졌다. 반면 뒷니 대부분은 짧고 튼튼하며 찌그러뜨리는 데 사용되었을 수 있다. 키티스카에서는 4중성과 뇌케이스의 연결이 강화되어 있어 물림력이 증가했음을 나타내는 것일 수 있다.완모형의 내측연골은 줄어들어 관절이 조여지고 턱이 옆으로 움직이는 것을 막는다. 하지만, 어룡은 70도에서 75도의 입을 벌릴 수 있었을 것이다. 이 거대한 입이 다른 어룡들과 일치하는데 예를 들어 더 기초적인 구이저우히치오사우루스는 매우 큰 먹이를 삼킬 수도 있다. 또한 코르테스 외 연구진은 하악관절이 넓은 아가미 각도에서 매우 움직였고 낮은 아가미 각도에서 더 구속되었을 것이며 아마도 턱 개구부에 저항하기 위한 적응이었을 것이라고 제안한다. 입을 크게 벌리고 특이하게 생긴 치아는 키티스카가 큰 척추동물을 사냥하고 삼킬 때 인대 같은 결합조직의 도움을 받았을 가능성이 있다는 것을 암시한다. 저자들은 또한 상대적으로 작은 궤도와 선형 턱선을 근거로 이 동물이 얕은 물에서 살았을 것이라고 주장한다. 마지막으로 두개골은 축을 따라 강화되고 하악골 결합은 심하게 강화되는데 이것은 쥐라기의 대퇴골 템노돈토사우루스에서도 볼 수 있다. 먹이로는 당대에 서식했던 다른 어룡, 물고기, 두족류, 갑각류까지 모두 잡아먹고 살았을 육식성의 포식자로 추정되는 종이다.

## 생존시기와 서식지와 화석의 발견
키티스카가 생존했었던 시기는 중생대의 백악기 중기로서 지금으로부터 1억 2000만년전~1억년전에 생존했었던 종이다. 생존했었던 시기에는 남아메리카를 중심으로 하는 남동부 태평양에서 주로 서식했었던 어룡이다. 화석의 발견은 2021년에 남아메리카의 국가 중에 하나인 콜롬비아의 백악기에 형성된 지층에서 콜롬비아의 고생물학자들에 의하여 처음으로 화석이 발견되어 새롭게 명명된 종이다.

## 같이 보기
- 파충류
- 중생대
- 백악기
- 어룡
- 화석